# Muramasa: La spada demoniaca
Muramasa: La spada demoniaca (朧村正?, Oboro Muramasa) è un videogioco action RPG sviluppato da Vanillaware e pubblicato nel 2009 per Wii. Convertito per PlayStation Vita con il titolo Muramasa Rebirth, è stato distribuito in Giappone anche nella versione per Wii U.
Ambientato nel periodo Edo, il videogioco è stato ideato durante lo sviluppo di Odin Sphere. Hitoshi Sakimoto ha composto alcune musiche del gioco.